# Panni
Panni (Pannə in dialetto locale) è un comune italiano di 676 abitanti della provincia di Foggia in Puglia.

## Geografia fisica
Il centro abitato di Panni è situato sulla cima del monte Sario, a 801 m s.l.m. tra i monti della Daunia. Il territorio comunale è racchiuso fra la valle del torrente Avella che fa da confine occidentale con il comune di Savignano Irpino e quella del torrente Iazzano confine orientale con il comune di Bovino. Sia l'Avella sia lo Iazzano sono affluenti di destra del fiume Cervaro che delimita a nord il territorio comunale, separandolo da quello di Montaguto. Il confine meridionale è delimitato invece da alcuni aspri rilievi montuosi facenti capo al monte Crispignano.
La posizione collinare assicura un clima fresco anche d'estate, che rende Panni meta di villeggianti da tutta la Capitanata.
(E. Passarelli)

## Origini del nome
Nel tardo medioevo il borgo era citato come Pandi o Panda. Le origini del toponimo sarebbero da riferirsi, per tradizione popolare, a quella del dio greco Pan, che compare anche nel vessillo del paese. Secondo alcuni potrebbe anche derivare dalla divinità sannitica dei raccolti Panda (Patana Pistia), che era imparentata con Cerere, se non addirittura la stessa divinità. È anche stata proposta la possibile derivazione dall'antroponimo germanico Pando, oppure dall'aggettivo latino pandus (curvo), da riferirsi a qualche elemento del paesaggio.

## Storia
Sin da epoca preistorica (con ritrovamenti del paleolitico medio) la valle del Cervaro costituiva un passaggio obbligato attraverso la penisola italica fra l'Adriatico ed il Tirreno. La gola fra Bovino (Vibinum) e Savignano (Sabinianum) ne costituiva - da parte della popolazione autoctona - un punto critico di facile controllo nei confronti di invasori.
I più antichi documenti scritti sono stati trovati nell'Archivio di Stato di Foggia e nella Biblioteca Nazionale di Napoli e risalgono all'anno 1118. Feudo dei Guevara, è stato occupato dagli spagnoli fino all'Unità d'Italia, che vide il paese fra i grandi oppositori dei piemontesi . Pur terra di brigantaggio, sacrificò numerosi suoi figli alla patria nelle due guerre mondiali, e subì vari flussi migratori, principalmente verso le Americhe, come anche in Australia e Europa (XX secolo) e verso altre parti d'Italia (dal 1960 fino ai giorni nostri).
Il primo testo di storia del paese è Cenni storici sulla terra di Panni di Giuseppe Procaccini. Questo libro, sebbene datato, già contiene in forma chiara molte delle notizie importanti per una ricostruzione storica davvero difficile, per un paese martoriato da rovinosi terremoti. Ampio spazio viene riservato alla musica; terra dell'antica "zampogna di Pan", il paese ospita il complesso bandistico "Gerardo Rainone  che ne tramanda l'uso.

### Simboli
Lo stemma del comune di Panni è stato concesso con Decreto del presidente della Repubblica del 21 ottobre 2004.
(D.P.R. 21.10.2004)
Il gonfalone è un drappo di bianco.

## Monumenti e luoghi di interesse

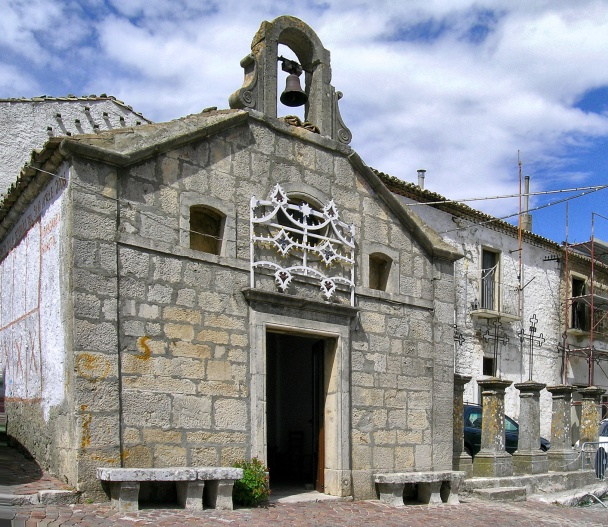
L'antica chiesetta del Calvario, detta anche delle cinque Croci

### Architetture religiose
Dedicata a Maria Santissima Assunta in Cielo, la Chiesa Madre costituisce il più importante monumento pannese. La chiesa custodisce una statua in marmo bianco rinascimentale della Vergine Lauretana, un fonte battesimale pure in marmo bianco, due pale settecentesche, le statue dei santi e alcune pale di epoche più recenti oltre alla cappella dell'Adorazione. Lungo la parete esterna del campanile sono presenti alcuni graffiti di epoca paleocristiana, mentre all'interno ve ne sono altri di epoca templare.
Le altre chiese del paese sono quelle di San Vito e di San Pietro (detta del Purgatorio). A queste va aggiunta la modesta chiesetta del Calvario (la chiesa delle cinque croci).
Nel territorio comunale di Panni sorge inoltre il santuario della Madonna del Bosco con annesso un monastero, risalente al 1503. Il complesso, ubicato alle falde del monte Crispignano, avrebbe accolto sant'Alfonso de Liguori nei suoi viaggi fra Campania e Puglia.

### Architetture militari
Nella parte alta del centro abitato si estende una passeggiata panoramica, detta 'Castello'. Lungo questo percorso pedonale sulla cresta del monte Sario, campeggiano i resti di una parete di una torre di guardia, costruita durante l'occupazione spagnola, degli inizi del Cinquecento (in dialetto locale detta "Lu Zitomelòne"), entro cui è intagliata una finestrella.

### Architetture civili

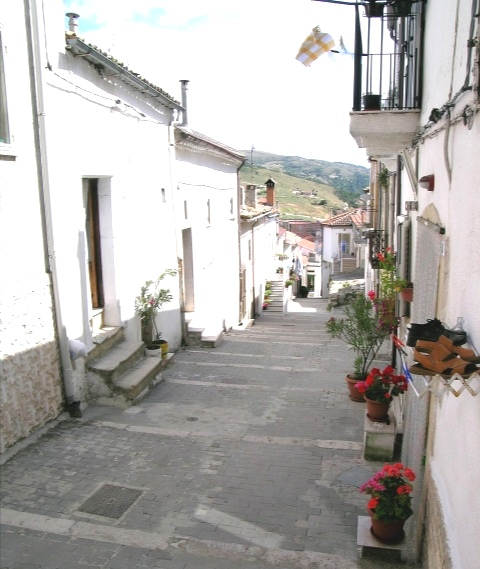
Uno scorcio del borgo di Panni

Alcune fontane antiche intorno a Panni risalgono a numerosi secoli or sono, e presentano varie iscrizioni d'epoca medievale e rinascimentale (Fontana di Sant'Elia, Fontana di Mata, Fontana Vecchia, Fontana Nuova, Alambicco).
Interessante è anche il monumento ai caduti con una statua di bronzo della Vittoria che sostiene una fiamma, che ricorda nella forma l'americana statua della Libertà.
Interessanti le chiavi d'arco dei portali, frutto delle capacità artistiche degli scalpellini pannesi, tramandatesi nei secoli.

### Aree naturali
Il territorio comunale di Panni si estende fra due aree naturalistiche: il monte Crispignano, uno dei più alti della Puglia, e la valle del Cervaro, ricca di verde e di acque.
Una vasta area boschiva attrezzata si estende nei dintorni del santuario della Madonna del Bosco.

### Siti archeologici
Alcuni ritrovamenti archeologici (Monte Crispiniano, Valle dell'Avella, La Serra) nel territorio di Panni hanno restituito monili e monete del II secolo a.C., i resti di un tempietto e alcuni siti funerari del III secolo a.C. Di notevole rilievo lo scavo ricognitivo del sito de "La Serra".

## Società

### Evoluzione demografica
Abitanti censiti

### Lingue e dialetti
Accanto alla lingua italiana, nell'ambito del territorio comunale di Panni è in uso il dialetto dauno-irpino.

### Tradizioni e folclore
Le feste patronali si tengono il 26 e 27 agosto e sono dedicate ai due patroni: San Costanzo martire e la Madonna del Bosco. Di notevole rilievo è poi la "Festa della Spiga" del 15 agosto.

### Istituzioni, enti e associazioni
Ha sede a Panni un'unità pubblica di degenza territoriale, ove si effettua assistenza medica, infermieristica e riabilitativa.

## Economia
L'economia locale è basata sulle attività agro-pastorali, sui prodotti tipici locali, sui servizi alla persona e agli anziani, con presenza di una struttura socio-sanitaria (con annesso poliambulatorio) e di una struttura di assistenza psichiatrica.
Il settore turistico è in fase di rilancio ed espansione; vi è la possibilità di fare trekking lungo i percorsi, nonché di praticare parapendio e sport affini. Oltre alle consuete festività comunali, ogni anno vi è la Motocavalcata di Panni, un appuntamento molto seguito dagli appassionati di motocross e quad, grazie a diversi tracciati percorribili nell'agro di Panni, con più livelli di difficoltà. Notevole anche la presenza del santuario della Madonna del Bosco, luogo secolare, immerso nel verde.

## Infrastrutture e trasporti
Panni è collegata mediante una strada provinciale, la SP-121, alla strada statale 90 delle Puglie (7 km dal paese) che assicura i collegamenti con Foggia e con Ariano Irpino (in Campania).
Nei giorni lavorativi sono attive relazioni dirette con il capoluogo provinciale tramite autobus delle Ferrovie del Gargano.
La stazione ferroviaria di riferimento era quella di Montaguto-Panni, situata a 7 km dal centro abitato nella vallata sottostante, lungo la linea Napoli-Foggia.
Dal 2025 è disponibile una vasta area camper, dotata anche di bagni, docce, con diversi posti per chi vuole vivere in armonia  con la natura e con il turismo itinerante.

## Amministrazione
Di seguito è presentata una tabella relativa alle amministrazioni che si sono succedute in questo comune.
| Periodo          | Periodo          | Primo cittadino  | Partito                     | Carica              | Note   |
| ---------------- | ---------------- | ---------------- | --------------------------- | ------------------- | ------ |
| 17 giugno 1985   | 30 maggio 1990   | Ercole Rainone   | Partito Socialista Italiano | Sindaco             | [ 16 ] |
| 30 maggio 1990   | 22 ottobre 1993  | Ercole Rainone   | Partito Socialista Italiano | Sindaco             | [ 16 ] |
| 20 dicembre 1993 | 22 febbraio 1994 | Michele Di Bari  |                             | Comm. straordinario | [ 16 ] |
| 13 giugno 1994   | 25 maggio 1998   | Antonio Ciruolo  | -                           | Sindaco             | [ 16 ] |
| 25 maggio 1998   | 28 maggio 2002   | Leonardo De Luca | Lista civica                | Sindaco             | [ 16 ] |
| 28 maggio 2002   | 29 maggio 2007   | Leonardo De Luca | Forza Italia                | Sindaco             | [ 16 ] |
| 29 maggio 2007   | 7 maggio 2012    | Pasquale Ciruolo | Forza Italia                | Sindaco             | [ 16 ] |
| 7 maggio 2012    | 12 giugno 2017   | Pasquale Ciruolo | Lista civica                | Sindaco             | [ 16 ] |
| 12 giugno 2017   | 22 febbraio 2021 | Pasquale Ciruolo | Lista civica                | Sindaco             | [ 16 ] |
| 23 febbraio 2021 | 5 ottobre 2021   | Carmela Palumbo  |                             | Comm. straordinario | [ 16 ] |
| 5 ottobre 2021   | in carica        | Amedeo De Cotiis | Lista civica                | Sindaco             | [ 16 ] |

## Sport

### Motorclub
Nel 2013-2014 venne fondata a Panni da un gruppo di appassionati di Motori il MotorPanni-MotoClub che ogni anno dà vita alla Motocavalcata di Panni-Memorial Nicola Mottola.
La manifestazione è molto seguita da diversi appassionati di tutta Italia e viene svolta di consueto nella stagione autunnale. 
I tracciati hanno diverse difficoltà.